# Гіпертрофія лівого шлуночка
Гіпертрофі́я лі́вого шлу́ночка — збільшення маси міокарда лівого шлуночка серця понад норму.

## Причини
Найчастішою причиною виникнення гіпертрофії міокарда лівого шлуночка є гіпертонічна хвороба. Також причиною розвитку гіпертрофії лівого шлуночка можуть бути інші захворювання: ураження аортального клапану зі стенозом його отвору, гіпертрофічна кардіоміопатія, симптоматичні артеріальні гіпертензії, виражене ожиріння тощо. Гіпертрофія міокарда лівого шлуночка може виникати внаслідок важкої фізичної праці чи занять спортом (спортивне серце).

## Діагностика
Для діагностики гіпертрофії міокарда лівого шлуночка можуть бути використані ехокардіографія, електрокардіографія, магнітно-резонансна томографія. Метод ренгенографії у діагностиці гіпертрофії та/або дилатації відділів серця має лише історичне значення.

### Ехокардіографія
Ехокардіографія — основний метод діагностики гіпертрофії міокарда лівого шлуночка.

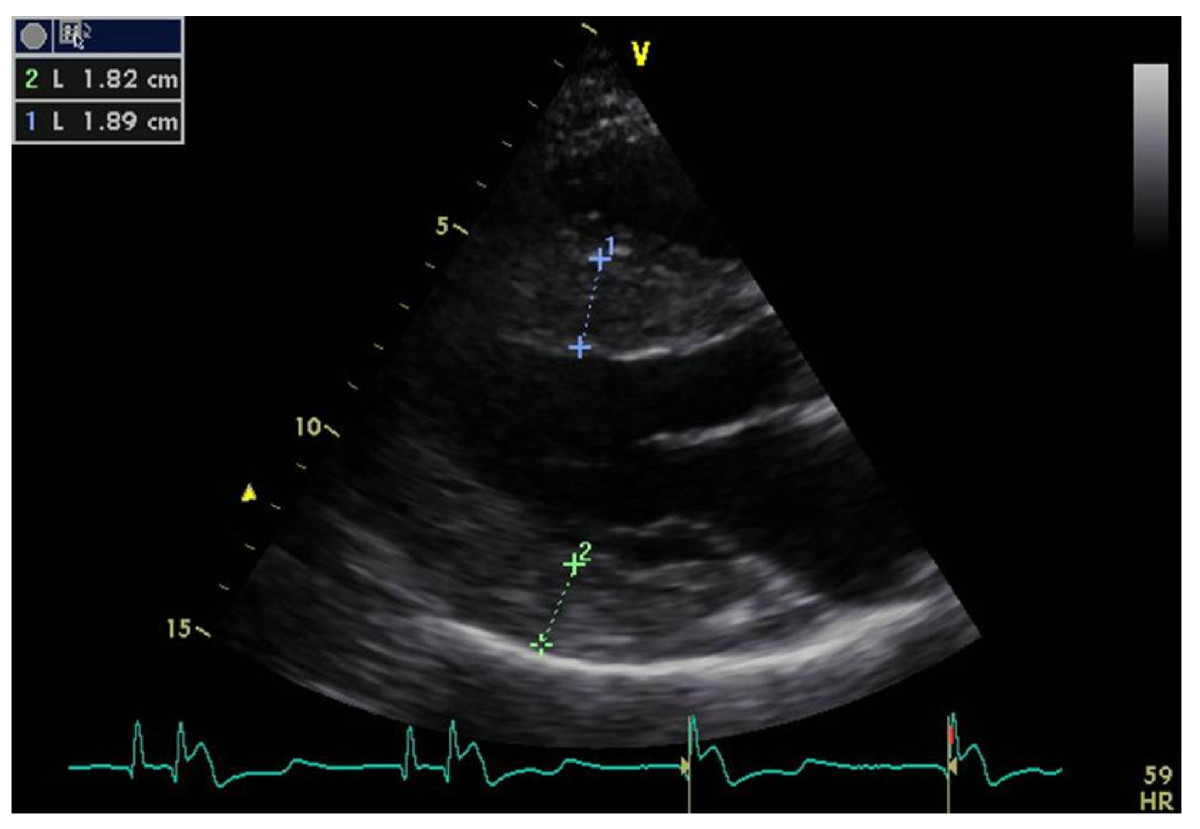
Виражена гіпертрофія міжпередсердної та задньої стінок лівого шлуночка

Ехокардіографічне обстеження дозволяє виміряти товщину стінок серця та розміри лівого шлуночка, на основі яких розраховують:
- масу міокарда лівого шлуночка;
- індекс маси міокарда лівого шлуночка;
- відносну товщину стінок лівого шлуночка.

Дані розрахунки дозволяють виділити наступні типи геометрії лівого шлуночка:
- нормальна геометрія;
- концентричне ремоделювання;
- концентрична гіпертрофія;
- ексцентрична гіпертрофія.

На теперішній час (серпень 2023 р.) найвагомішим діагностичним критерієм гіпертрофії лівого шлуночка при ехокардіографії є індекс маси міокарду лівого шлуночка. Згідно рекомендацій, нормальним вважається індекс маси міокарду:
- у жінок — 43–95 г/м² при визначенні параметрів лівого шлуночка лінійним методом (у М- або B-режимі), 44–88 г/м² при визначенні параметрів лівого шлуночка планіметричним методом;
- у чоловіків — 49-115 г/м² при визначенні параметрів лівого шлуночка лінійним методом (у М- або B-режимі), 50–102 г/м² при визначенні параметрів лівого шлуночка планіметричним методом.

Планіметричний метод вважається більш точним, оскільки він дозволяє враховувати реальну форму лівого шлуночка. Розрахунок маси міокарду ЛШ відбувається на основі двовимірних зображень (найчастіше за методом «площа-довжина» або усіченого еліпсоїда).
Показники індексу маси міокарду лівого шлуночка понад вказані вище норми свідчать про наявність гіпертрофії міокарду лівого шлуночка.
Індекс маси міокарду лівого шлуночка розраховується під час ехокардіографії автоматично, якщо до початку дослідження ввести показники маси тіла і зросту пацієнта в програму УЗД-апарату.

### Електрокардіографія

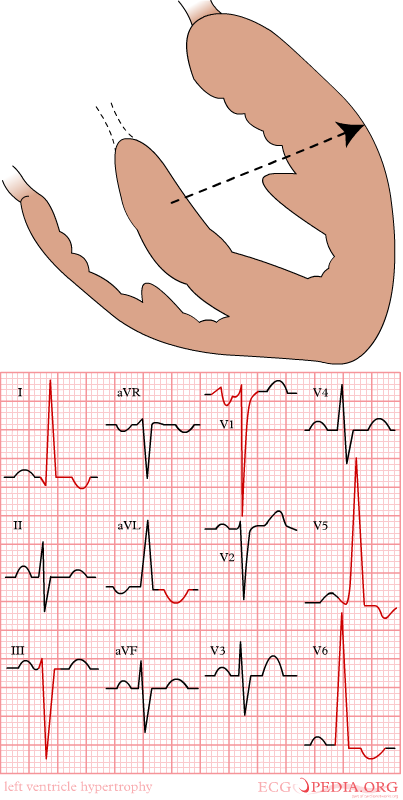
Характерні зміни електрокардіограми при гіпертрофії лівого шлуночка

Електрокардіографія — доступніший метод діагностики гіпертрофії, однак менш інформативний. Слід пам'ятати, що ЕКГ відображує виключно електричну активність міокарду, а не його анатомічну структуру, тому про наявність або відсутність гіпертрофії міокарду тих чи інших відділів серця можна судити лише опосередковано. 
Для виявлення гіпертрофії запропоновано ряд індексів:

#### Індекс Соколова-Лайона
- S в V1 + R в V5 або V6 (той, що найбільший) ≥ 35 мм
- R в aVL ≥ 11 мм

#### Корнельський вольтажний індекс
- S в V3 + R в aVL > 28 мм (для чоловіків)
- S в V3 + R в aVL > 20 мм (для жінок)

## Клінічне значення
Гіпертрофія лівого шлуночка є незалежним фактором ризику та сильним предиктором серцево-судинної захворюваності і загальної смертності пацієнтів із артеріальною гіпертензією. Важливо усвідомлювати, що гіпертрофія лівого шлуночку є фактором ризику, який піддається модифікації і корекція цього фактору є більш комплексною, ніж просто контроль артеріального тиску.
Виявлення ознак гіпертрофії лівого шлуночка у хворих з артеріальною гіпертензією асоціюється з вищою частотою стенокардії, інфаркту міокарда, шлуночкових аритмій, серцевої недостатності зі зниженням фракції викиду лівого шлуночку, дилатації кореня аорти, ураження периферійних артерій, цереброваскулярних і ниркових ускладнень, серцево-судинної та раптової серцевої смерті. Підвищення ризику не залежить від рівня артеріального тиску, але пов'язане зі ступенем гіпертрофії. У пацієнтів з індексом маси міокарду лівого шлуночку ≥125 г/м² частота ускладнень (фатальний і нефатальний інфаркт міокарду; загальна, раптова чи серцево-судинна смерть; тяжка серцева недостатність чи діалізна стадія ниркової недостатності) становила 3,2 у порівнянні з 1,3 на 100 пацієнто-років у групі з нормальною масою лівого шлуночка. Збільшення маси міокарду лівого шлуночка на кожні 39 г/м² підвищувало ризик ускладнень на 40 %.

## Лікування
Зазвичай, гіпертрофія міокарда лівого шлуночка може регресувати при усуненні причини її розвитку. Наприклад, нормалізація артеріального тиску при гіпертонічній хворобі призводить до зменшення гіпертрофії.
Хоча вибір лікування завжди залежатиме від інших коморбідних станів, метааналіз 2003 року, в якому оцінювали ефективність різних антигіпертензивних медикаментів щодо регресу гіпертрофії лівого шлуночка, засвідчив, що блокатори рецепторів ангіотензину-II були найбільш ефективним класом препаратів для зменшення маси лівого шлуночка: блокатори рецепторів ангіотензину II зменшили масу лівого шлуночка на 13 %, за ними йшли блокатори кальцієвих каналів (11 %), інгібітори АПФ (10 %), діуретики (8 %) і бета-блокатори (6 %).